# Ясемін Сміт
Ясемін Сміт  (нід. Yasemin Smit, 21 листопада 1984) — нідерландська ватерполістка, олімпійська чемпіонка.

## Виступи на Олімпіадах
| Олімпіада  | Дисципліна | Місце |
| ---------- | ---------- | ----- |
| Пекін 2008 | водне поло | 1     |